# ウクレイニアン・インスティテュート
ウクレイニアン・インスティテュート（英語: Ukrainian Institute, ウクライナ語: Український інститут, Ukrayins'kyy instytut）は、ウクライナの文化外交を推進する国家機関であり、ウクライナの国際的イメージを向上させることを目的とする。2017年6月21日にウクライナ閣僚会議により設立され、ウクライナ外務省の管理下で運営されている。2018年8月、ボロディミル・シェイコが総裁に任命され、本格的な活動を開始した。機関の使命は、文化外交を通じてウクライナの国際的理解と地位を強化することである。

## 設立の背景
ウクレイニアン・インスティテュートの設立は、尊厳の革命（2013-2014年）やロシア・ウクライナ戦争による国家の危機を背景に、文化的アイデンティティの強化と国際的認知の必要性から生まれた。2006年、ウクライナ政府は31の在外公館に文化情報センター（КІЦ）を設置したが、効果的な文化外交には不十分だった。2015年、ウクライナ外務省は第一回文化外交フォーラムを開催し、ヴィアチェスラフ・キリレンコ文化相（当時）が「タラス・シェフチェンコ・インスティチュート」の設立構想を発表したが、非政府組織型の提案は実現しなかった。
2016年、外務省内に文化外交部門が設置され、オルガ・ジュークが初代責任者に就任。彼女のチームはDocudays UAなどの国際プロジェクトを推進したが、2017年に低賃金などを理由に退職。同年6月、閣僚会議はウクレイニアン・インスティテュートの設立を決定し、2018年2月にパウロ・クリムキン外相（当時）が規程を承認。予算は2018年に2000万フリヴニャに設定された。

## 使命と目的
ウクレイニアン・インスティテュートの使命は、文化外交を通じてウクライナの国際的・国内的主体性を強化することである。主な目的は以下の通り：
- 国際社会におけるウクライナの認知度と理解の向上。
- ウクライナ語およびウクライナ文化の国際的普及。
- 文化、教育、科学、クリエイティブ産業における専門家の国際交流と移動の支援。
- 市民社会の発展、国家建設、民主主義、自由、国民統一に関するウクライナの経験の共有。

## 戦略的目標（2020-2024年）
2020年に策定された中長期戦略では、以下の目標が掲げられている：
- 海外におけるウクライナの理解と認知度の向上。
- ウクライナとの専門的交流への持続的需要の確保。
- ウクライナの文化、教育、科学、市民社会の国際協力能力の強化。
- 世界の文化的プロセスへのウクライナの積極的参加。
- ウクライナ語の使用範囲の拡大。

## 価値観と原則
- 価値観：責任、開放性、回復力、プロフェッショナリズム、大きな目標。
- 原則：差別しない、汚職を容認しない、特定の政治勢力を支持しない、プロパガンダを行わない、学習を継続する[4]。

## 活動
ウクレイニアン・インスティテュートは、映画、音楽、視覚芸術、文学、舞台芸術、学術プログラム、イメージプロジェクト、文化外交研究の8つのセクターで活動を展開する。主なプロジェクトには以下が含まれる：
- ウクライナ文化外交月間（ウィキメディア・ウクライナと共同）：ウィキペディアでのウクライナ文化コンテンツの拡充[11]。
- 国際文化外交フォーラム（外務省と共同）：文化外交の戦略議論[12]。
- ウクライナ語オーディオガイド：世界の博物館でのウクライナ語ガイド導入。
- エクステル芸術レジデンシー：若手アーティストの国際交流支援。
- Women in Arts賞：女性アーティストの功績を表彰（後述）。

### 2019年の活動
2019年、インスティテュートは12カ国（オーストリア、英国、スペイン、イタリア、リトアニア、ドイツ、ポーランド、米国、ウクライナ、フランス、チェコ、オランダ）で84のプロジェクトを実施。約10万人の参加者を動員し、メディア・SNSで1000万以上の接触を記録した。特に「オーストリア-ウクライナ文化年2019」では、ウィーン、ザルツブルク、グラーツなどで39のイベントを開催。

### 2020年の活動
2020年はCOVID-19パンデミックと36%の予算削減（4月）にもかかわらず、21カ国で84のプロジェクト（うち8件は非国家資金）を実施。オンライン・ハイブリッド形式で開催された。新たに17の長期プロジェクト（例：Visualise、proMOTION、Drahóman Prize）を開始。国際ネットワーク（GPDNet、ICRRA）に加盟し、73の公開イベントに参加。

### Women in Arts賞
2019年にUN Womenと共同で設立された独立賞で、女性アーティストの功績を称える。6部門（視覚芸術、音楽、演劇・映画、文学、文化マネジメント、文化ジャーナリズム・批評・研究）で表彰。

#### 2019年受賞者
- 視覚芸術：ヴラダ・ラルコ
- 音楽：ニーナ・ガレネツカ
- 演劇・映画：イルマ・ヴィトフスカ
- 文学：カテリーナ・カリトコ
- 文化マネジメント：オレシア・オストロフスカ=リュータ[17]

#### 2020年受賞者
- 視覚芸術：ラーダ・ナコネチナ
- 音楽：アリョーナ・アリョーナ
- 演劇・映画：ナタリア・ヴォロジュビット
- 文学：オクサナ・ザブシュコ
- 文化マネジメント：ユーリア・シンケヴィッチ
- 文化ジャーナリズム：ダリア・バディヨル[18]

#### 2021年受賞者
- 視覚芸術：アリナ・クレイトマン
- 音楽：オクサナ・リニウ
- 演劇：タマラ・トルノワ
- 映画：イリーナ・ツィリク
- 文学：ソフィア・アンドルホヴィッチ
- 文化マネジメント：ユーリア・フェディウ
- 文化ジャーナリズム：ヴィーラ・バルディニュク
- 特別賞：ヴァレリア・ブルラコワ[19]

## 国際展開
2023年1月、エミネ・ジェパル外務副大臣は、ドイツに初の海外支部を開設することを発表。現地チームの募集を開始した。

## 組織構成
ウクレイニアン・インスティテュートは7部門（プログラム、広報、情報分析、財務、法務、行政、調達）で構成され、43名が勤務する。主な経営陣は以下の通り：
- ボロディミル・シェイコ（総裁）：文化マネジメント・マーケティング専門家。
- テチアナ・フィレフスカ（クリエイティブ・ディレクター）：現代美術研究者、キュレーター。
- ナタリア・ネニュチェンコ（執行ディレクター）：公務専門家。
- イリーナ・プロコフィエワ（プログラム・ディレクター）：プロジェクト管理・国際協力専門家。
- テチアナ・オリイニイ（広報ディレクター）。
- アリム・アリエフ（副総裁）：ジャーナリスト、人権活動家。

### 監査委員会
監査委員会は助言・監督機関であり、活動の優先順位設定や資産管理を担う。構成員は以下の通り：
- リリア・ムリナリチ（議長、Jazz Koktebelフェスティバル社長）
- エミネ・ジェパル (第1外務副大臣)
- オレシア・オストロフスカ=リュータ（ミステツキ・アルセナル総裁）
- アフテム・セイタブラエフ（クリミア・ハウス総裁）
- ほか、イリーナ・ポドリャク、ヴォロディミル・イェルモレンコなど。

2021年5月、ドミトロ・クレバ外相は監査委員会の更新を命令。新メンバーにはユーリア・シンケヴィッチ（ウクライナ映画アカデミー共同設立者）、ユーリア・フェディウ（ウクライナ文化基金初代総裁）らが加わった。

## 法的基盤
主な規範文書は以下の通り：
- 規程（2018年2月承認、2021年改訂）：機関の運営を規定[9]。
- 2020-2024年戦略：使命、ビジョン、戦略目標を定義[4]。
- 発展構想（ボロディミル・シェイコ著）：現代的で創造的なウクライナの提示を目標とする[24]。